# Matthew Lenhart
Pour les articles homonymes, voir Lenhart.
Matthew Lenhart, né le 24 juillet 1991, est un rameur américain.

## Palmarès

### Championnats du monde
| Discipline | Chungju 2013 Corée du Sud | Amsterdam 2014 Pays-Bas | Aiguebelette 2015 France |
| ---------- | ------------------------- | ----------------------- | ------------------------ |
| Huit, pl   |                           |                         | Bronze                   |